# Ground Controlled Approach
Der Bodengesteuerte Anflug (Ground Controlled Approach, kurz GCA) ist ein in der Luftfahrt verwendetes radargesteuertes, bodengeführtes Blindanflugverfahren, das im Zweiten Weltkrieg entwickelt wurde und auch heute noch bei Ausfall der Avionik im Flugzeug als Reserve-Landehilfe-Option besteht.

## Arbeitsweise

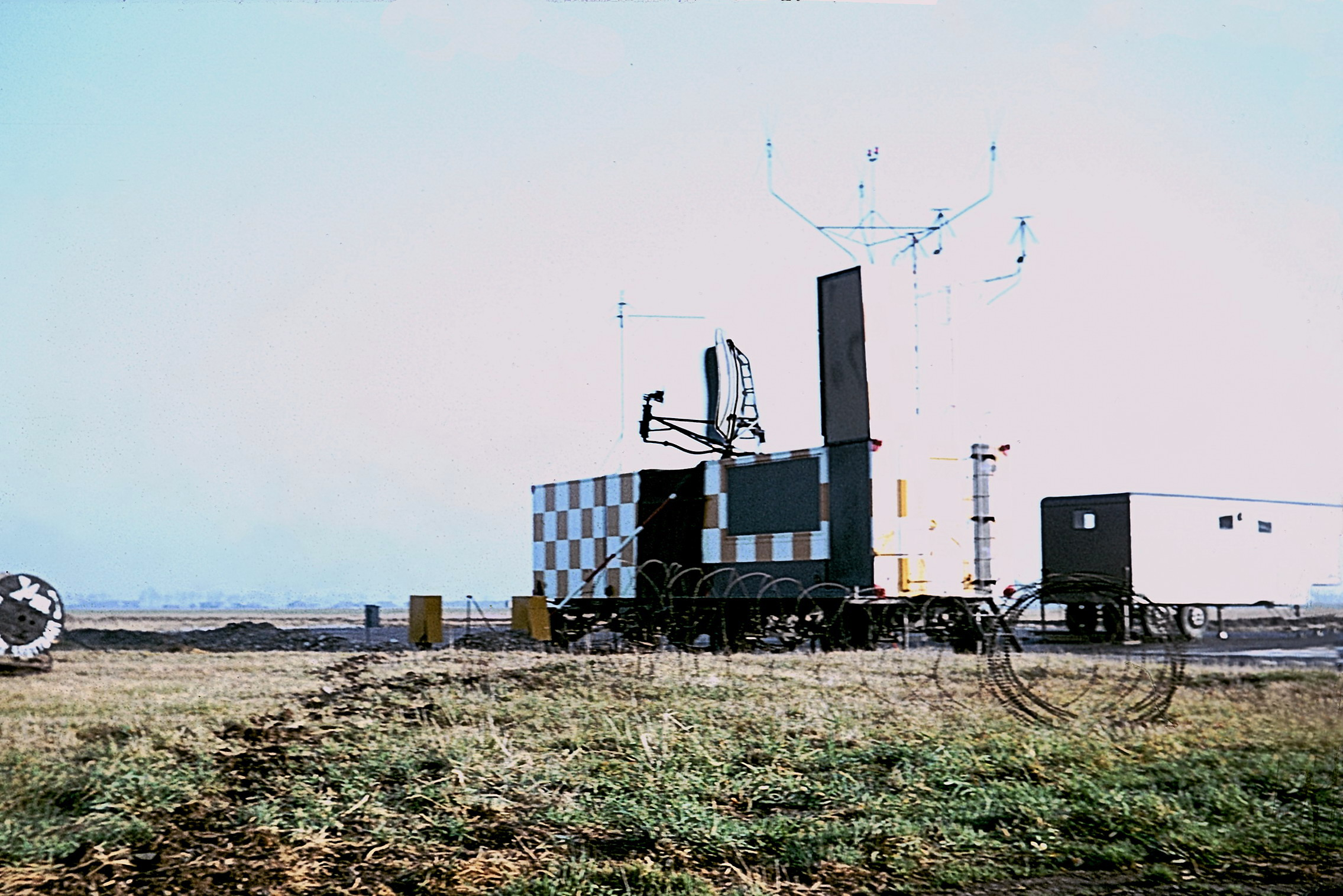
Fursty GCA mit eingebautem Höhen- und Seitenradar und dem 360° Bereichsradar auf dem Dach (1966)

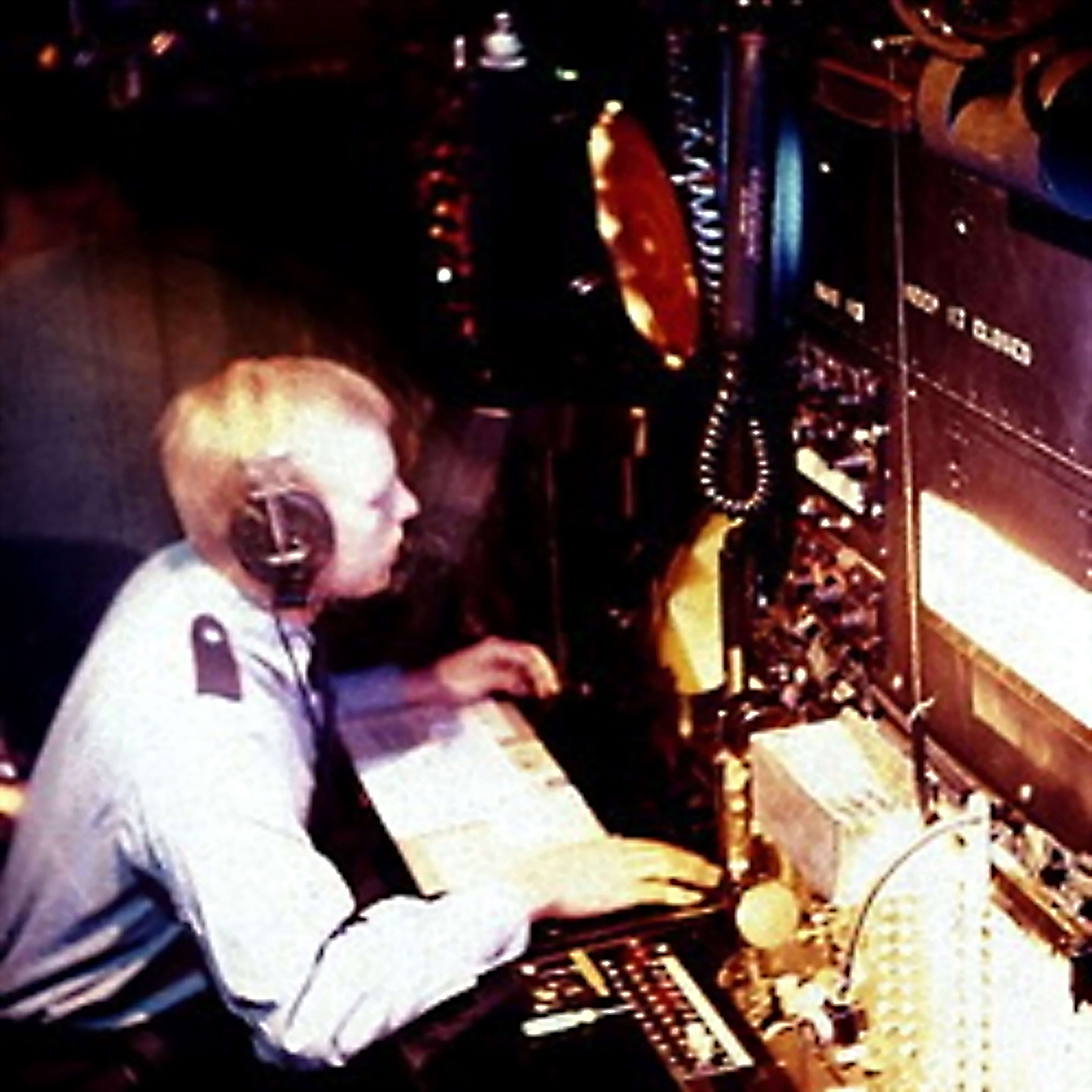
Fursty GCA (1966), Radarkontroller blickt auf den unteren Bildschirm des PAR

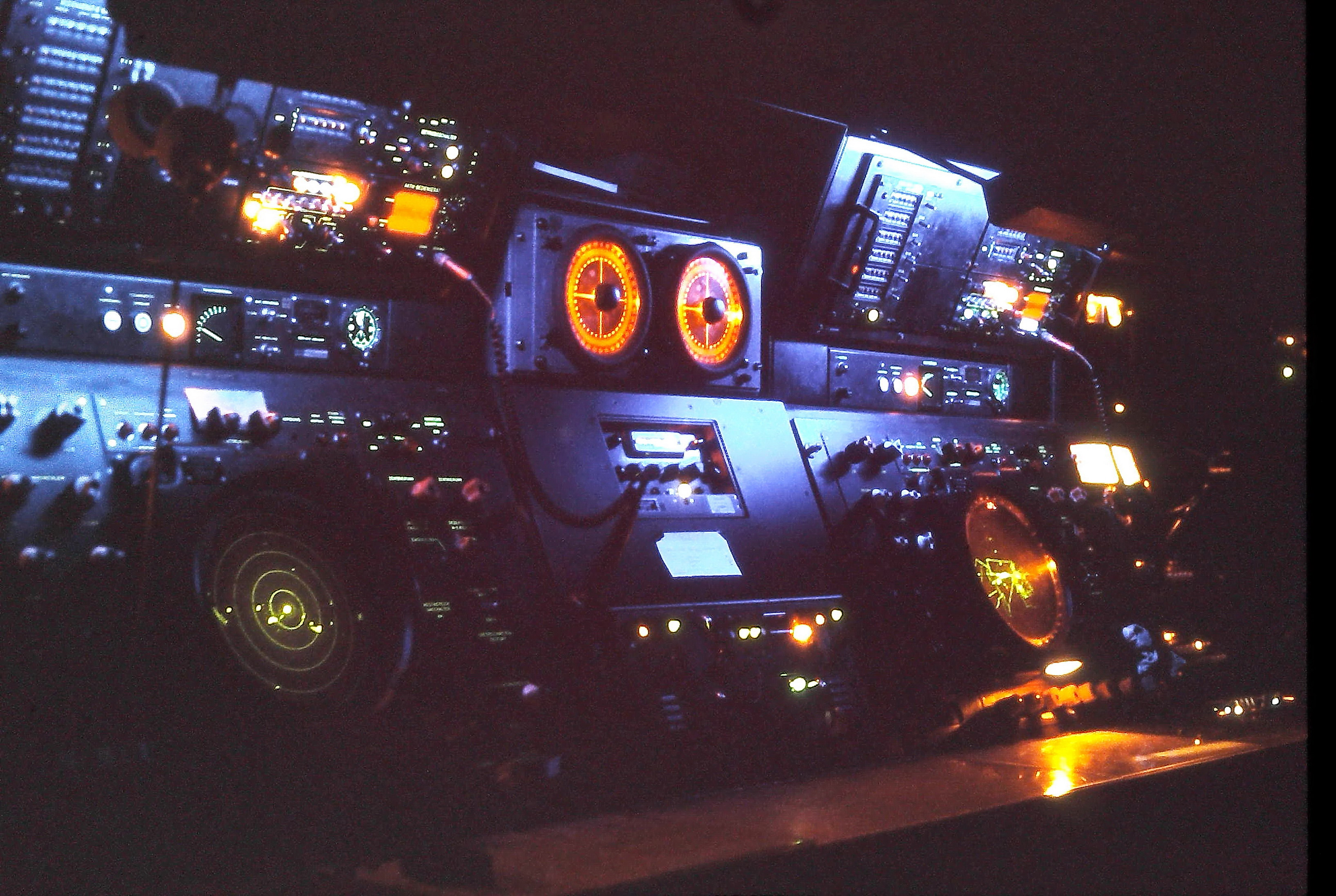
Approach Control im Tower vom Fliegerhorst Fürstenfeldbruck (1975)

GCA-Systeme benutzen ein Rundsicht-Radar (ASR=Surveillance Radar) für die Bereichskontrolle des betreffenden Flugplatzes, um das Flugzeug in eine Position zu führen, die einen Anflug auf die jeweils zu benutzende Landebahn gestattet, sowie ein in Verlängerung der Landebahn ausgerichtetes Präzisionsanflugradar (PAR), mit dem das Flugzeug während des Landeanflugs verfolgt wird. Die Bedienungsmannschaft der Radar-Unit besteht in der Regel aus drei Controllern, einem am Rundsicht-Radar, einem Koordinator, mit Verbindung zum Kontrollturm (auch zu nahegelegenen Flughäfen), zu Base Operations und zum Wetterdienst, und dem Endanflug-Controller. Letzterer gibt dem Piloten des anfliegenden Flugzeugs über Sprechfunk Steueranweisungen, die ihm auch ohne Sicht beim Landeanflug auf einem virtuellen Gleitpfad (englisch: glide path) zur Landebahn erlauben.
Das Endanflug-Radar beim GCA benutzt zwei Antennen, eine die einen vertikalen Sektor und eine andere, die einen horizontalen Bereich bestreicht. Im Gegensatz zu dem kreisenden Strahl auf dem Bildschirm des Rundsicht-Radars, bewegen sich die beiden Strahlen des Endanflugradars auf und ab. Außer den Anweisungen für den Sinkflug werden dem Piloten auch Informationen/Anweisungen gegeben, die seine Position in Bezug auf die verlängerte Mittellinie der Landebahn betreffen.
Die Arbeit des Fluglotsen, der den Endanflug überwacht, besteht darin, unter Berücksichtigung von örtlichen Gegebenheiten und Hindernissen, Windrichtung und -geschwindigkeit, den Piloten durch entsprechende Korrekturen beim Landekurs und bei der Sinkrate in die Lage zu versetzen, einen Anflug durchzuführen, der einem ILS-Anflug gleichkommt.
Wie bei jedem Instrumentenanflug oder ILS-Anflug, so gilt auch bei dem GCA das Erreichen der Entscheidungshöhe (engl. Decision Height, DH bzw. Decision Altitude, DA). das ist der Moment, in dem die Cockpitbesatzung des anfliegenden Luftfahrzeugs über die weitere Durchführung des Anfluges entscheidet. Sind bei Erreichen der Entscheidungshöhe die (Sicht-)Bedingungen (der fliegende Pilot muss die Landebahn oder Teile der Anflugbefeuerung erkennen) für das Fortsetzen des Anfluges nicht gegeben, muss der Anflug abgebrochen und durchgestartet werden (engl. go around).
GCA-Units fanden hauptsächlich beim Militär Verwendung, waren neben der Landebahn positioniert und mussten, je nach Ausrichtung der Start- und Landerichtung "rotieren", d. h. herumgezogen werden. Sie wurden nach und nach durch die Radarannäherungskontrolle (RAPCON=Radar Approach Control), bzw.später durch TRACON ersetzt. RAPCON brachte somit Radareinheit und Kontrollturm zusammen um überfüllte Lufträume- und startende und landende Flugzeuge koordiniert bei geringerem Personaleinsatz zu kontrollieren. Der gesamte Prozess wurde dadurch sicherer und man konnte mehr Flugzeuge auf einmal dirigieren.

## Geschichte

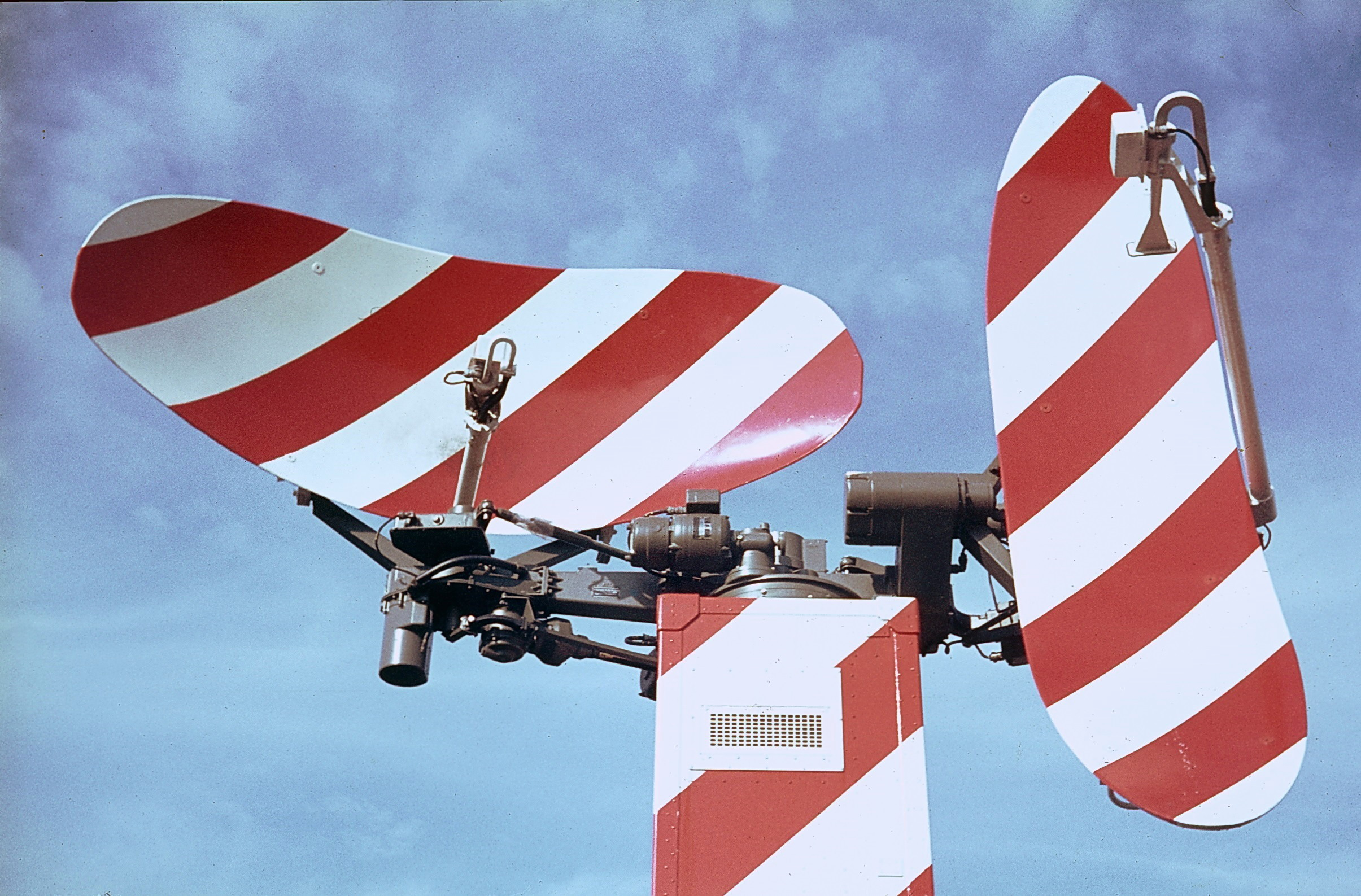
Mobiles Anflugradar mit horizontaler (links) und vertikaler Antenne

GCA wurde im Zweiten Weltkrieg in amerikanisch-britischer Zusammenarbeit entwickelt, um von Feindflügen über Kontinentaleuropa zurückkehrende Bomber auch bei schlechter Sicht noch sicher landen zu können.
Der britische Flugplatz Gatow in West-Berlin wurde bereits 1945 mit einem GCA-System ausgestattet. Es war eine entscheidende technische Fähigkeit für den Betrieb der eng getakteten Berliner Luftbrücke. Auch auf dem Fliegerhorst Fürstenfeldbruck (s. Abschnitte: Amerikanische Nutzung des Flugplatzes und Nutzung durch die Bundeswehr) wurde eine mobile GCA-Unit eingesetzt, nachdem im April 1945 Soldaten der 7. US-Armee den Fliegerhorst besetzt und die Infrastruktur und die Landebahnen instand gesetzt hatten.
Der Science-Fiction-Autor Arthur C. Clarke, der im Krieg an diesen Radaranlagen gearbeitet hatte, fiktionalisierte die Geschichte der Entwicklung von GCA in seinem Roman Glide Path.